# Volby na Ukrajině
Volby na Ukrajině jsou svobodné. Volí se do parlamentu, místních zastupitelstev a každých pět let probíhají přímé prezidentské volby. Ukrajinský parlament je jednokomorový a je do něj voleno 450 poslanců na čtyřleté volební období. Vzhledem k Ruské invazi na Ukrajinu z února 2022 a neuznané anexi čtyř ukrajinských oblastí Ruskem uvedl prezident Volodymyr Zelenskyj, že volby až do skončení válečného stavu nebudou probíhat.

## Dominantní politické strany
- Strana regionů
- Baťkivščyna
- Ukrajinský demokratický svaz pro reformu
- Všeukrajinské sdružení "Svoboda"
- Komunistická strana Ukrajiny